# Amazonas regnskog

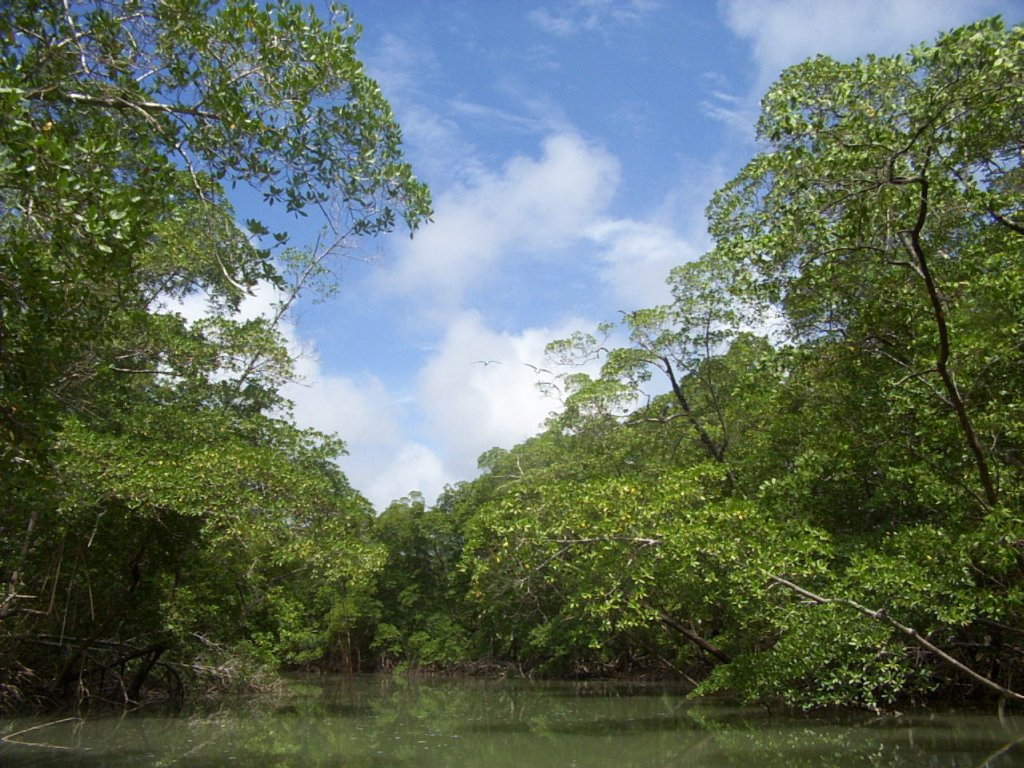
En flod i Amazonas.

Amazonas regnskog, ofta bara Amazonas, är en tropisk och subtropisk regnskog i Sydamerika. Amazonområdet omfattar 7 miljoner km², men själva regnskogen har en yta på 5,5 miljoner km² (drygt 12 gånger Sveriges yta) i nio länder: Brasilien (med över 60 procent av regnskogen), Colombia, Peru, Venezuela, Ecuador, Bolivia, Guyana, Surinam och Franska Guyana (Frankrike).
Regnskogen representerar över hälften av världens återstående regnskogar och är den mest artrika tropiska regnskog som existerar. Stora delar av Amazonas regnskog är allvarligt hotad, och enligt WWF har 17 procent av den ursprungliga regnskogen gått förlorad på grund av avskogning.

## Uppkomst och naturhistoria
Amazonas anses av vissa forskare ha kunnat bildas redan under sen Krita, när dinosaurierna fortfarande dominerade på jorden. De enda bevisen som finns för en regnskog i Amazonasbäckenet under den här perioden är dock fynd av pollen. Andra forskare anser att regnskogen förmodligen inte uppstod förrän efter att dinosaurierna hade dött ut för cirka 64,5 miljoner år sedan.
Omfattningen av regnskogen under den tidigaste perioden är fortfarande starkt omtvistad. Det råder dock bred enighet om att under tidig eocen, för cirka 55 miljoner år sedan, var regnskogen omfattande.

### Anderna bildas

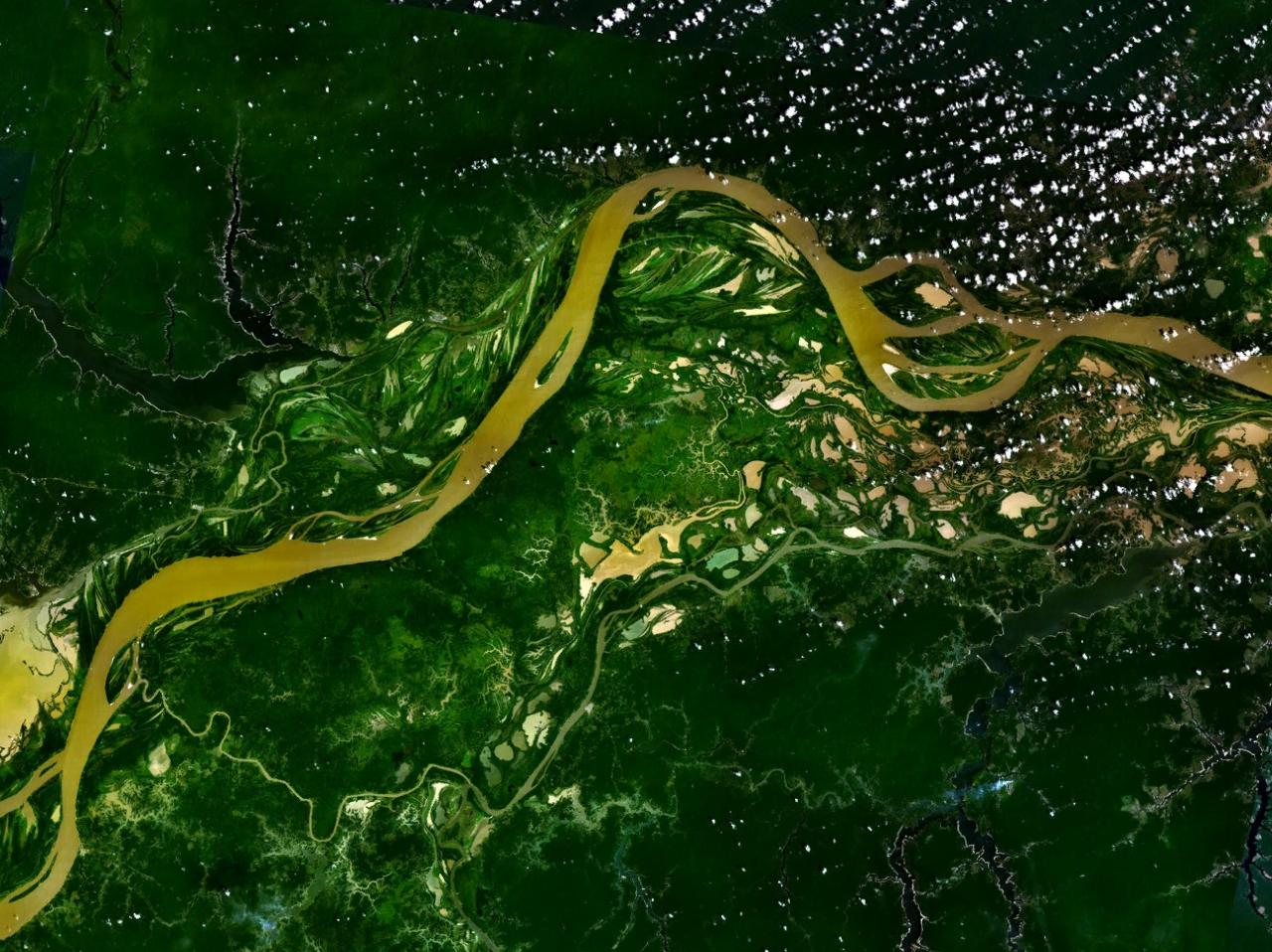
Amazonfloden rann en gång i tiden åt andra hållet genom regnskogen.

Under den tidigaste perioden av Amazonas rann Amazonfloden västerut, istället för österut som idag. Sydamerika var för ungefär 130 miljoner år sedan en del av Gondwana, och när den Sydamerikanska kontinentalplattan skiljdes från denna fick floderna en västlig riktning på grund av det höglandsmassiv i de östra delarna av kontinenten som uppstod vid separationen från Gondwana. Allt ändrades dock när den Sydamerikanska kontinentalplattan för ungefär 50 miljoner år sedan kolliderade med Nazcaplattan, något som skapade bergskedjan Anderna. Samtidigt skapades en betydligt mindre bergskedja, Purusbergen, i centrala Amazonas som delade upp vattenflödet i två delar. 
Vid kollisionen med Nascaplattan hindrades vattenflödet västerut och i västra Amazonbäckenet uppstod ett grunt hav. Efterhand fylldes området med sediment och övergick alltmer till en enorm träskliknande insjö där flera av de havslevande djur som blivit fångade anpassade sig till sötvatten. Det finns till exempel 20 arter av stingrockor i Amazonfloden, familjer som normalt återfinns i havet. Till slut hade landet höjts så mycket i väster att vattnet för omkring 10 miljoner år sedan bröt igenom sandstensmassiven i mellersta Amazonas. Detta var den moderna Amazonflodens verkliga födelse. 

### Påverkan av klimatförändringar
Flera forskare har betonat att regnskogen i Amazonas drabbats hårt av de lägre temperaturer och torrare klimat som forna istider förde med sig och att Amazonasbäckenet då huvudsakligen ska ha varit täckt av savanner med små isolerade zoner, så kallade refugier, där regnskogen kunde överleva. Isoleringen kan ha skyndat på evolutionen vilket spekuleras vara en viktig orsak till den oerhörda biodiversitet som Amazonas uppvisar. Vid slutet på varje istid återuppstår långsamt regnskogen till sin fulla storlek och nya arter sprids.
Det finns dock även flera kritiker till hypotesen om refugier, på grund av bristen på data som stödjer den. Bland annat har man inte sett någon nämnvärd minskning av pollen i sedimenten från senaste istiden, annat än möjligen i regnskogens yttersta utkanter. Det har även presenterats data på kolisotoper i sediment från Amazonfloden som motsäger en omfattande savannisering av regnskogen. Däremot finns tecken som tyder på att mindre nederbörd föll i Amazonas under istiden, vilket anses bero på att skogstäcket då var mindre omfattande. Skogstäcket minskade därmed troligen i någon omfattning, men om minskningen var så pass stor att refugier bildades under denna eller andra istider är fortfarande en öppen fråga.
Även globalt varmare temperaturer kan visa sig skadliga för regnskogen. En klimatmodell över framtida klimatförändringar från utsläpp av koldioxid visar att området skulle kunna få drastiskt mindre regn och ökande temperaturer, vilket enligt vissa forskare skulle kunna leda till en nästan fullständig förlust av regnskogen i Amazonbäckenet fram till år 2100. Andra modeller visar däremot på andra resultat när det gäller mängden av nederbörd, och uppskattningar finns för allt från svaga ökningar till de dramatiska minskningar som nämnts ovan. Resultaten visar att regnskogen under 2000-talet kan hotas av den globala uppvärmningen.

## Klimat

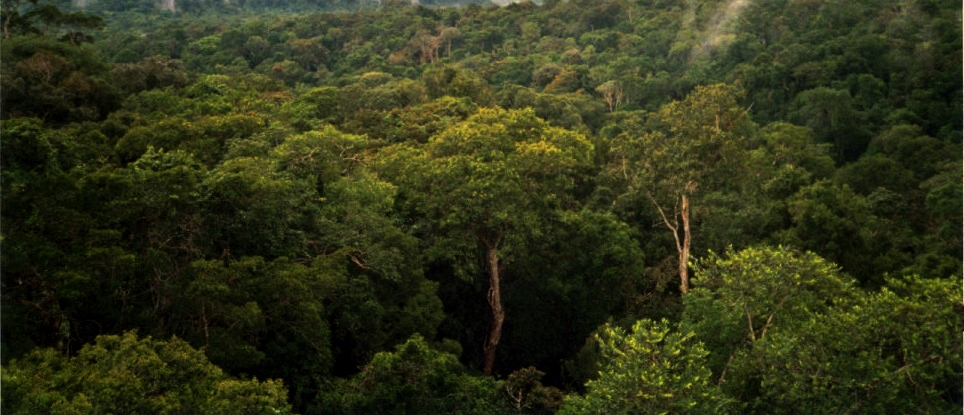
Vatten avdunstar efter en regnskur i Amazonas.

Klimatet i Amazonas är precis som i andra tropiska regnskogar hett och fuktigt; frost är ett okänt koncept. Det finns två huvudsakliga säsonger – regnsäsongen och den tre till fem månader långa torra säsongen – men även under den torra säsongen får området ofta betydande mängder regn. Under regnsäsongen är vädret ofta mycket blött med regnskurar över hela dagen och de kraftigaste på eftermiddags- och kvällstid. Vädret under den torra säsongen är vanligen soligt, men regnskurar på eftermiddagen är inte ovanliga. Vissa områden av Amazonas, till exempel i närheten av Iquitos i Peru, har ingen tydlig uppdelning i säsonger. De flesta områdena i Amazonas får årligen mellan 2 000 och 3 000 mm regn, men lokala variationer förekommer. Medeltemperaturen i Amazonas är ungefär 27 °C året runt.
Amazonas är en viktig kolsänka, genom sin förmåga att lagra koldioxid i träd och mark. I en studie från 2021 kunde en grupp klimatforskare dock visa att Amazonas mellan 2010 och 2019 släppte ut 20 procent mer koldioxid än vad regnskogen band fast. Amazonas förmåga att lagra koldioxid har enligt forskaren David Lapola halverats mellan 1990-talet och 2021.

### Vattencykeln
En stor del av fuktigheten i regnskogen förses av träden genom transpiration från bladen, varifrån vattenångan blandas med atmosfären där den bidrar till nybildandet av regnmoln. Det anses att 50–80 procent av fuktigheten i centrala och västra Amazonas behålls i området genom denna cykel.
Men när skogen huggs ner minskar transpirationen till atmosfären. Vattnet rinner då istället ut i havet, vilket minskar mängden moln och regn över Amazonas och omkringliggande områden. Detta kan hota flera träd som i sin tur förlorar sin förmåga att förse atmosfären med fuktighet. En annan fara för vattencykeln är de hastigt smältande glaciärerna i Anderna vilka står för upp till 50 procent av vattnet i övre Amazonas.
Amazonas försörjer inte bara 50 procent av sin egen nederbörd, utan påverkar även mönster för nederbörden i Afrika och Nordamerika. I takt med att Amazonas avskogas riskerar nederbörden att störas både i Amazonas själv och på närliggande kontinenter, vilket tydligt kommer påverka jordbruk och tillgången på sötvatten. Om mer än 25 procent av Amazonas avskogas riskerar man att gå över en brytpunkt där regnskogen dör. Torrperioderna kommer bli längre, bränderna fler, och till slut skulle Amazonas förvandlas till ett savannlandskap. 2021 var mellan 15 och 17 procent av Amazonas avverkat.

## Biologisk mångfald
Fuktiga tropiska regnskogar är de mest artrika biom som finns på jorden, och amerikanska regnskogar är genomgående mer artrika än sina asiatiska och afrikanska motsvarigheter. Som den artikaste regnskogen i Amerika har Amazonas en unikt hög biodiversitet. 

### Växtlighet

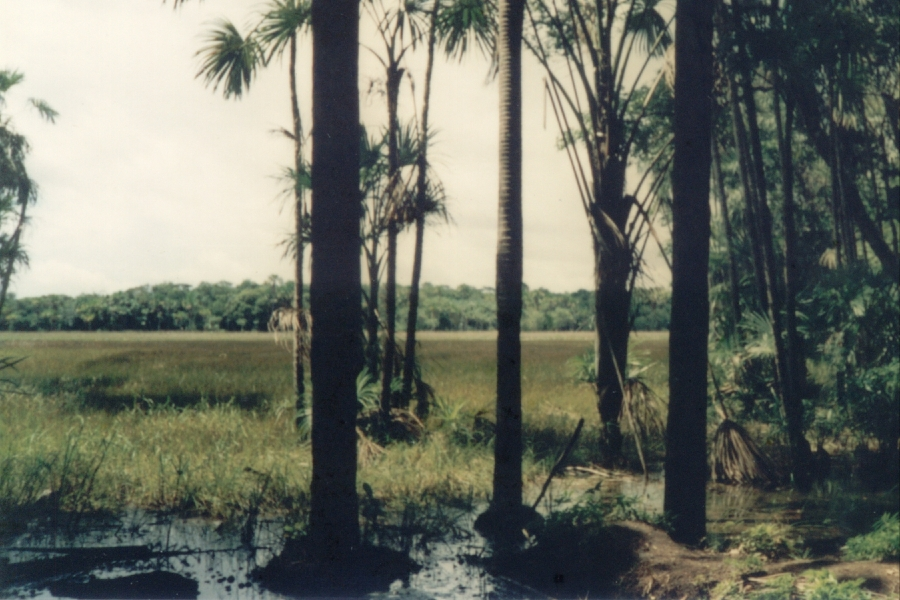
Träd i Amazonas i närheten av Macapá.

Den mest synliga delen av Amazonas regnskog är givetvis träden, och från luften ser det ut som ett enhetligt och oavbrutet grönt täcke som sträcker sig bortom horisonten. När man kommer närmare börjar den oerhörda komplexiteten synas genom en stor variation av trädarter. På 0,4 hektar (1 acre) har man räknat till så många som 100 arter träd, och nästan ingen av dem med fler än ett exemplar.
Skogen i Amazonas kan precis som i de flesta regnskogar delas upp i olika lager. Överst i regnskogen, 30-40 meter över marken, sträcker sig soltörstande jättar som bildar det till synes ogenomträngliga skogstaket. Vissa enskilda träd, kända som emergenter, växer dock ännu högre (upp till 60–70 meters höjd) och bildar öar ovanför skogstaket. Dessa har ofta omfattande rotsystem som hjälper till att stötta träden när stormar drar förbi.
Vanliga arter i det översta lagret är gummiträd, paranöt och sapucaia. Under det översta lagret finns ett par lager med skuggtoleranta träd, som olika arter palmer, fikon, och mahogny. En stor mängd epifyter, växter som lever på andra växter, finns i detta lager. Exempel på dessa är otaliga arter orkidéer, mossor och lavar. Allt är sedan sammanbundet med ett omfattande nätverk av lianer. Den lägsta nivån i regnskogen befinner sig nästan utan undantag helt i skugga. Så pass lite ljus når ner så långt att få växter överlever här. Det kan därför vara förvånansvärt lätt att färdas till fots i regnskogen.
Över 40 000 olika växtarter från Amazonas har beskrivits vetenskapligt, men det verkliga antalet förmodas vara betydligt större än det.

### Insekter

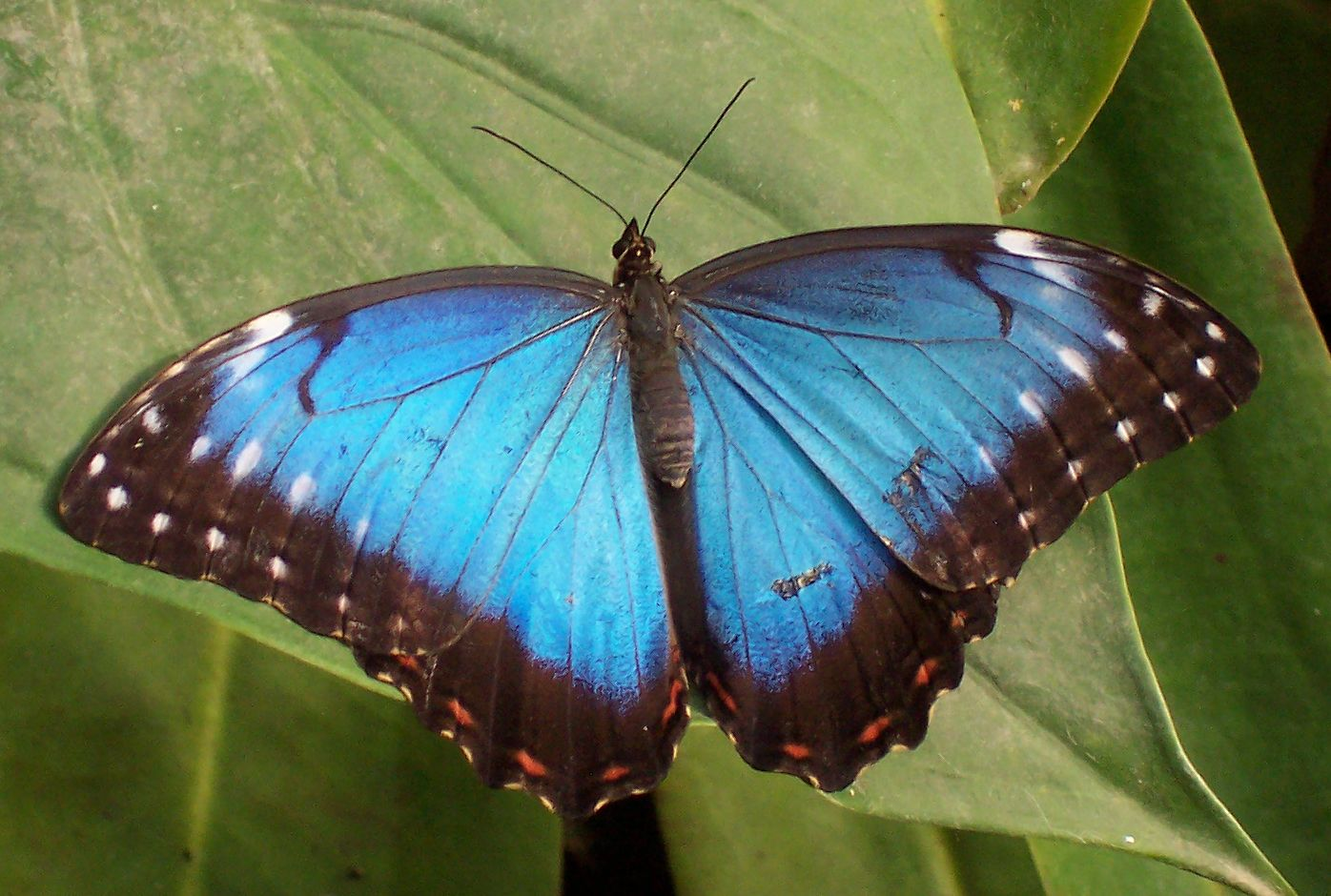
Morpho peleides, en av flera miljoner insektsarter i Amazonas.

Den stora majoriteten av alla djurarter i Amazonas är insekter. Uppskattningar har gett vid handen upp till flera tiotal miljoner arter. Insekterna är precis som i alla andra tropiska biom generellt större och färggladare än dess motsvarigheter i icke-tropiska områden.
För den som reser i Amazonas regnskog är insekterna vanligen mycket mer besvärliga och farliga än de faror många först tänker på som anakondor, pirayor eller krokodiler. Enorma mängder myggor plågar både djur och människor och kan smitta dessa med sjukdomar som malaria och gula febern. Dessutom finns aggressiva myror som ständigt gör sig påminda.
De insekter som ofta anses som mest besvärliga är emellertid vissa sandflugor, vars bett kan klia i dagar. Dessa ställde till exempel till det för den tidigare amerikanska presidenten Theodore Roosevelts expedition till området. Andra vanliga insektsarter i Amazonas regnskog är eldflugor, bin, bålgetingar, getingar, skalbaggar, kackerlackor, tusenfotingar, cikador, skorpioner, fästingar och fjärilar.
De flesta insektsarterna kan dock hittas bland träden, ett område av regnskogen som bara utforskats på allvar sedan 1990-talet. I vissa områden kan de flesta insekter man hittar tillhöra nya arter, och av de flesta insektsarterna man fångar hittar man bara ett exemplar vid varje undersökning. De vanligaste metoderna för att fånga in insekter är att använda nät eller släppa ut insektsgift i gasform, och sedan fånga upp insekterna på vitt tyg när de faller ner.

### Däggdjur

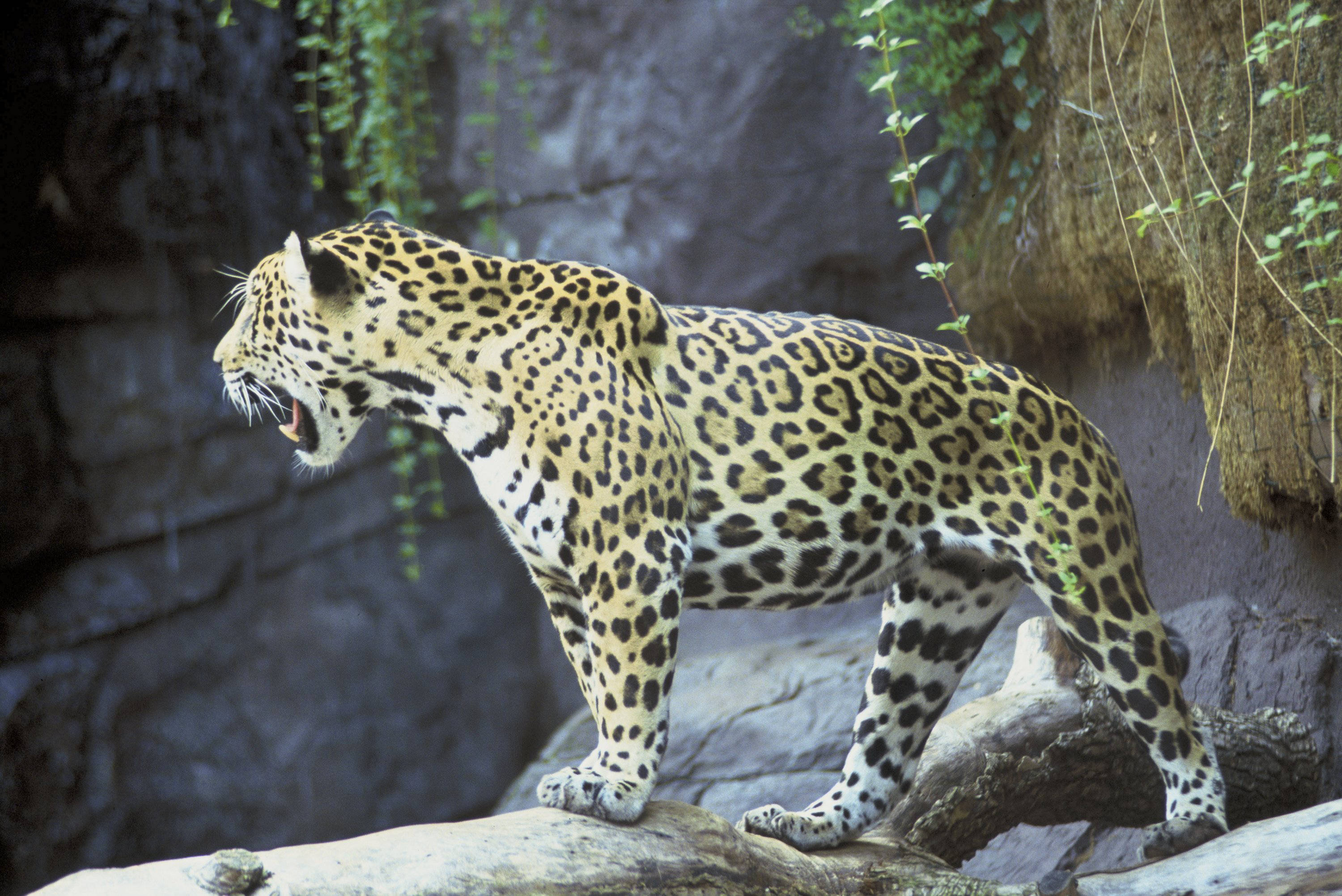
Jaguar, en av över 800 kända däggdjursarter i Amazonas regnskog.

Mella 427 och cirka 800 arter däggdjur har så här långt konstaterats leva i Amazonas regnskog, merparten av dem är fladdermöss och gnagare. Trots det stora antalet arter överraskas ofta besökare av att de ser så få däggdjur. Orsaken är till stor del att många av Amazonas däggdjur är nattaktiva eller endast lever högt uppe i träden. Många av däggdjuren är också mycket skygga och drar sig tillbaka långt innan en turist lyckas lägga märke till dem.
Den talrika gruppen gnagare inkluderar den stora kapybaran – världens största gnagare som kan väga upp till 90 kg. Även stora fladdermöss lever här, vissa med ett vingspann på en meter. Lever i regnskogen gör också jaguaren som är det största kattdjuret i Amerika samt flera arter av bältdjur, myrslokar och sengångare. Apor anses ofta av allmänheten som det typiska djuret för Amazonas, och här finns också ett stort antal arter apor med upp till ett tiotal arter på samma plats. Flera arter av hjortdjur och vildsvin lever också i regnskogen, liksom den speciella tapiren som är det största landlevande däggdjuret i Amazonas och i hela Sydamerika. 
I Amazonfloden lever två arter av sötvattendelfiner. Dessutom finns här den ovanliga amazonmanaten, en av tre arter manater i världen. 

### Fåglar

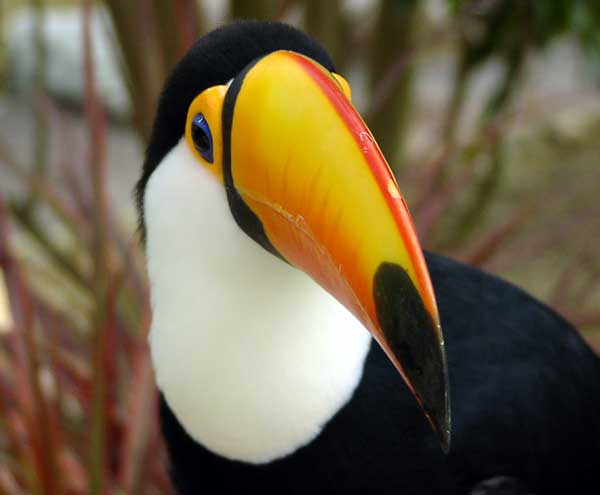
Jättetukan, en av de många fågelarter som lever i Amazonas.

Sydamerika är hem till en tredjedel av världens alla fågelarter, och över 1 500 av dem lever i Amazonas regnskog. Ibland kan man finna över 500 arter bara på några få kvadratkilometer. Många fåglar flyttar till Amazonas, både norrifrån och söderifrån i Amerika när det är vinter i dessa områden, medan andra lever i Amazonas regnskog året runt.
Det stora antalet arter på en och samma plats fungerar tack vare den mycket höga specialiseringsgraden hos många av arterna. Vissa arter äter uteslutande en typ av föda, medan andra föredrar en ytterst begränsad biotop. Detta får till följd att få exemplar av varje art ryms på en kvadratkilometer. Så länge regnskogen är intakt innebär detta inga stora problem, men när regnskogen fragmenteras kan sådana arter få svårare att överleva. Dessa arter är oftast de första att försvinna från ett område, eftersom livskraftiga populationer inte ryms i mindre skogsfragment.
En känd fågelfamilj är tukaner, som är ganska stora och övervägande svarta fåglar. Karaktäristiskt för dem är deras mycket stora och oftast färgglada näbbar. Näbben fungerar som signaler mellan könen och är betydligt lättare än de ser ut att vara, med en relativt ihålig struktur förstärkt med tvärstavar. De färgglada arorna ses ofta dra fram i hundratal eller till och med tusental längs med Amazonfloden. På flodens stränder hittar de mineraler som hjälper till att bryta ner gifter som de fått i sig från de frön de livnär sig av.

### Fiskar

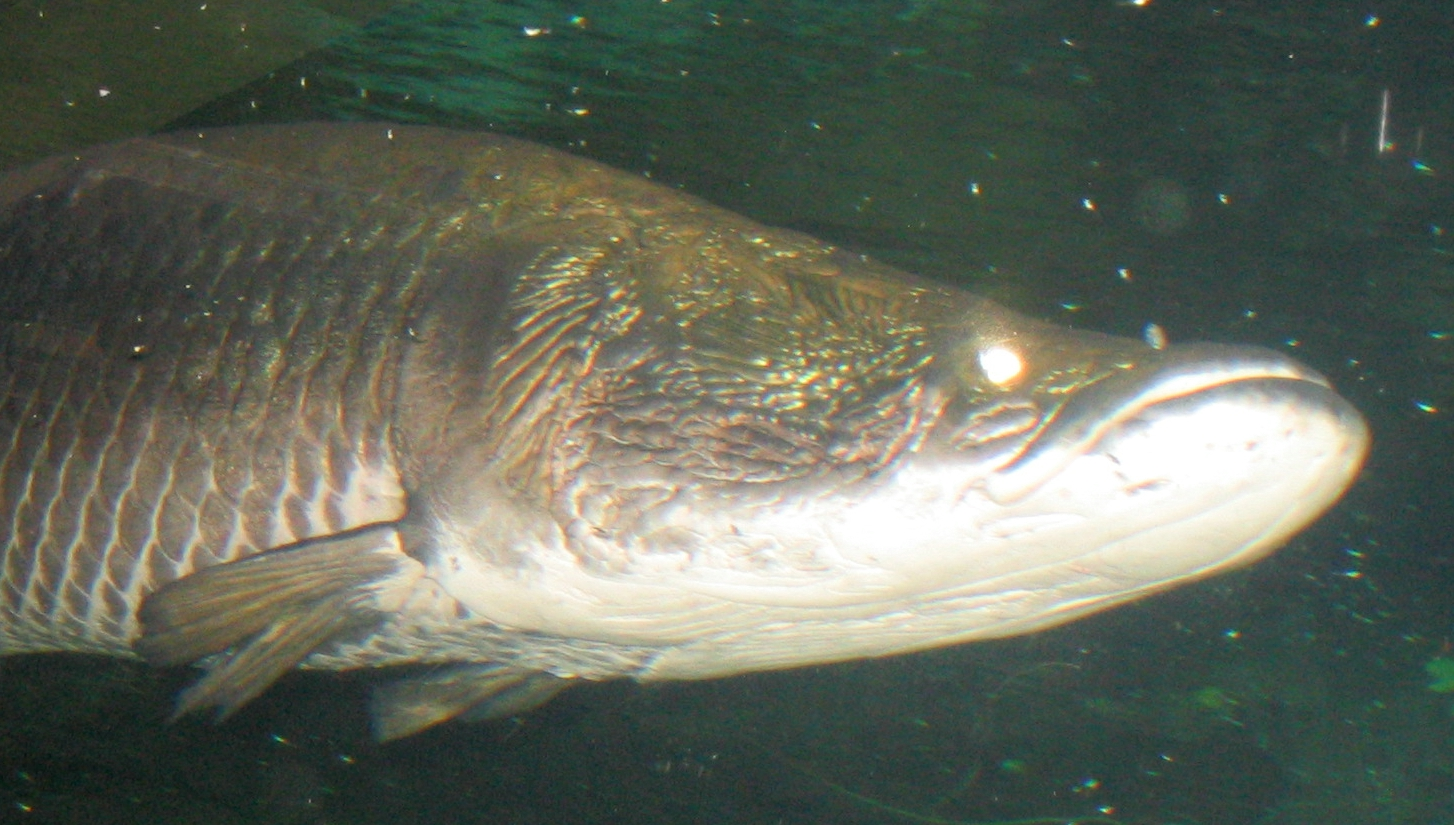
Arapaima, en av världens största sötvattenfiskar.

Amazonas regnskog har det största antalet arter sötvattenfiskar i världen; mer än 3 000 stycken har upptäckts och kanske lika många är fortfarande okända. En enda damm i Amazonas kan innehålla fler arter av fisk än Europas alla floder tillsammans, och antalet kända fiskarter i hela Amazonas överstiger antalet kända fiskarter i Atlantiska oceanen.
Flera fiskarter i Amazonas, till exempel tambaqui, hjälper vissa trädarter att sprida sina frön, och flera arter är helt beroende av varandra för sin överlevnad. En annan fiskart i Amazonas – arapaiman (se bild) – är en av största sötvattenfiskarna i världen, och den kan nå en längd på fem meter. Många populära akvariefiskar som neontetror, algätande malar och diskusfiskar har sitt ursprung i Amazonas.

### Kräldjur

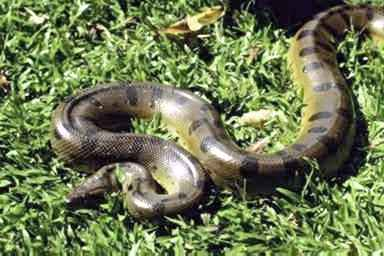
Den ökända Gröna anakondan, en av Amazonas reptilarter.

Närmare 400 arter kräldjur har observerats i Amazonas regnskog. Upp emot 100 arter har konstaterats leva på samma område i skogen. De flesta lever sitt liv i skymundan och är ganska intetsägande, men det finns mer spektakulära arter. De viktigaste kräldjursgrupperna i Amazonas är ormar, ödlor, sköldpaddor och kajmaner.
Kräldjuren i Amazonas är aktiva året runt, eftersom det inte finns någon kall period då de måste gå i dvala. De flesta är köttätare och den svarta kajmanen är en av de största, tillsammans med den stora gröna anakondan som blir ännu något längre. Just anakondan är för många synonymt med Amazonas. Kräldjur kan hittas i alla biotoper i regnskogen, från små bäckar till de största floderna och från gångar i jorden till de högsta trädtopparna. Kräldjuren är en mycket viktig del av den naturliga balansen, och de hjälper till att hålla nere antalet insekter och andra bytesdjur.

### Groddjur

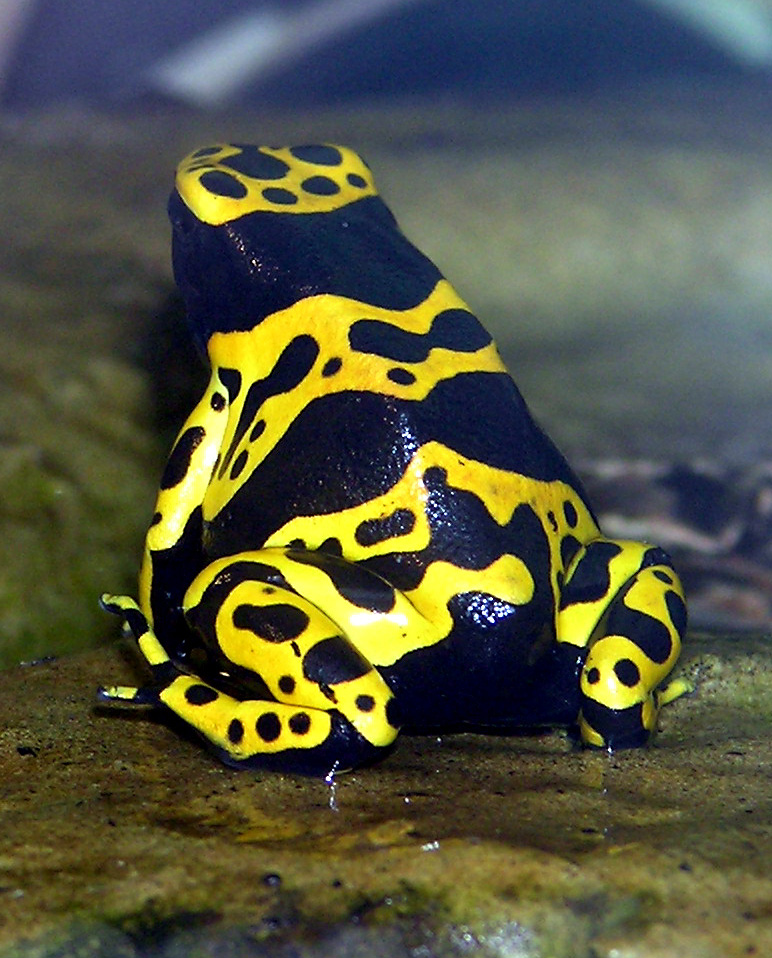
Gulbandad pilgiftsgroda.

Den stora mängden insekter och den fuktiga miljön utgör ett utmärkt habitat för groddjur (amfibier), och bland annat har mer än 1 000 arter grodor upptäckts så här långt. Den höga temperaturen gör det möjligt för groddjuren att vara aktiva både dag och natt. Tack vare den höga luftfuktigheten är de ofta inte lika beroende av vattendrag som andra groddjur i mer temperarade zoner, och flera arter lever hela sitt liv i träden. Både grodor och paddor hörs mycket oftare än de ses i regnskogen, och deras läten utgör en högljudd och oavbruten kör i djungelnatten.
Bland de mest kända groddjuren i Amazonas hör familjen Dendrobatidae, pilgiftsgrodor. Dessa är vanligen oerhört färgstarka och har giftkörtlar på ryggen som de varnar rovdjur för med hjälp av färgen. Precis som för så många andra grupper djur i Amazonas har få arter groddjur undersökts ingående av vetenskapen.

## Befolkning
Amazonas har varit befolkat av människor under tusentals år, och tvärtemot vad många tror existerade komplexa samhällen i Amazonas innan européerna anlände på 1500-talet. Idag är Amazonas förhållandevis glesbefolkat, med ett par större tätbebyggda städer insprängda mellan vidsträckta vildmarksområden. De största städerna är Belém och Manaus med över 1 miljon invånare var samt Iquitos, Macapá, Porto Velho och Santarém med flera hundra tusen invånare. Totalt bor cirka 20 miljoner invånare inom Amazonområdet, varav 50–60 procent i städer. Vanliga sysselsättningar är jordbruk, gruvindustri, tappande av gummiträd, fiske, jakt, oljeindustri, skogsindustri samt turism och service.

### Ursprungsbefolkning

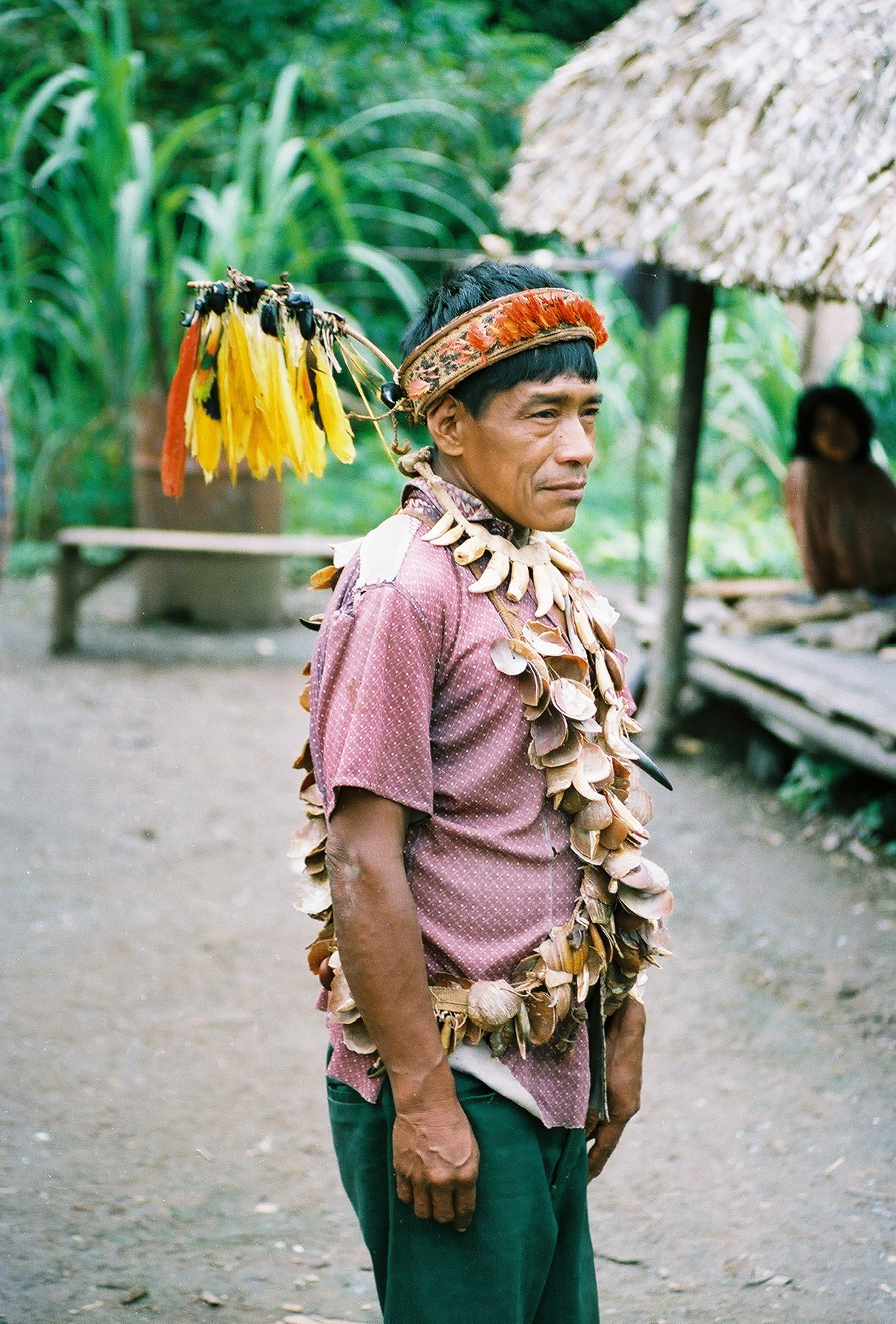
En shaman i stammen Urarina.

Ursprungsbefolkningen i Amazonas består idag av omkring 420 000 personer, fördelat på ungefär 400 olika etniska grupper. När européerna anlände anses siffrorna ha varit 7 miljoner invånare, fördelat på 2 000 olika etniska grupper. Indianerna nyttjade till stor del området som jordbruksmark, och det finns lämningar från flera stora städer. Uppfattningen om Amazonas som något orört är mycket ett resultat av befolkningskollapsen efter kolonisatörernas ankomst. Det bedöms att 11,8 procent av den ursprungliga regnskogen är antropogent påverkad av bland annat selektiv odling under flera tusen års tid. Detta utfördes av indianerna på ett mycket långsiktigt sätt, och de förstod vikten av biodiversitet. Från början bodde många ur ursprungsbefolkningen längs med floderna, men dessa var de första som påverkades av européerna och bara under det första århundradet minskades befolkningen med 90 procent. Majoriteten av de kvarvarande indianerna tvingades ut i skogarna eller hade alltid bott där.
Idag lever trots den kraftiga decimeringen många stammar kvar i området, även om i stort sett alla har blivit påverkade av omvärlden. De flesta indianerna bär idag västerländska kläder och har mer eller mindre anammat hela den västerländska livsstilen. Nästan inga indiangrupper är längre självförsörjande på mat, utan den traditionella jakten, samlandet och fisket har främst blivit en bisyssla. En av få indianstammar som fortfarande lever efter gamla traditioner är tagaeri i Ecuador, men dessa hotas av oljeindustrin.
Grupper för beskyddandet av ursprungsbefolkningens rättigheter har bildats och är starkare här än i något annat regnskogsområde. Genom att skapa etniska organisationer har de ett sätt att skydda sig själva, sin kultur och sitt land. Indianerna har sett en lång och bitter kamp mot olika, ofta utländska, ekonomiska intressen, och den kampen fortsätter än. 
Brasilien har avsatt 12,5 procent av sin landyta och 26,4 procent av Amazonas till ursprungsbefolkningen. Dessa reservat som skapades 1988 har hjälpt ursprungsbefolkningen att börja återhämta sig. Dessa områden är inte populära bland fattiga bönder och markägare som har försökt att stoppa projektet och är kända för att illegalt fortsätta skörda regnskogen i dessa områden. Studier har dock visat att införandet av dessa zoner har minskat skövlingstakten.

## Avskogning

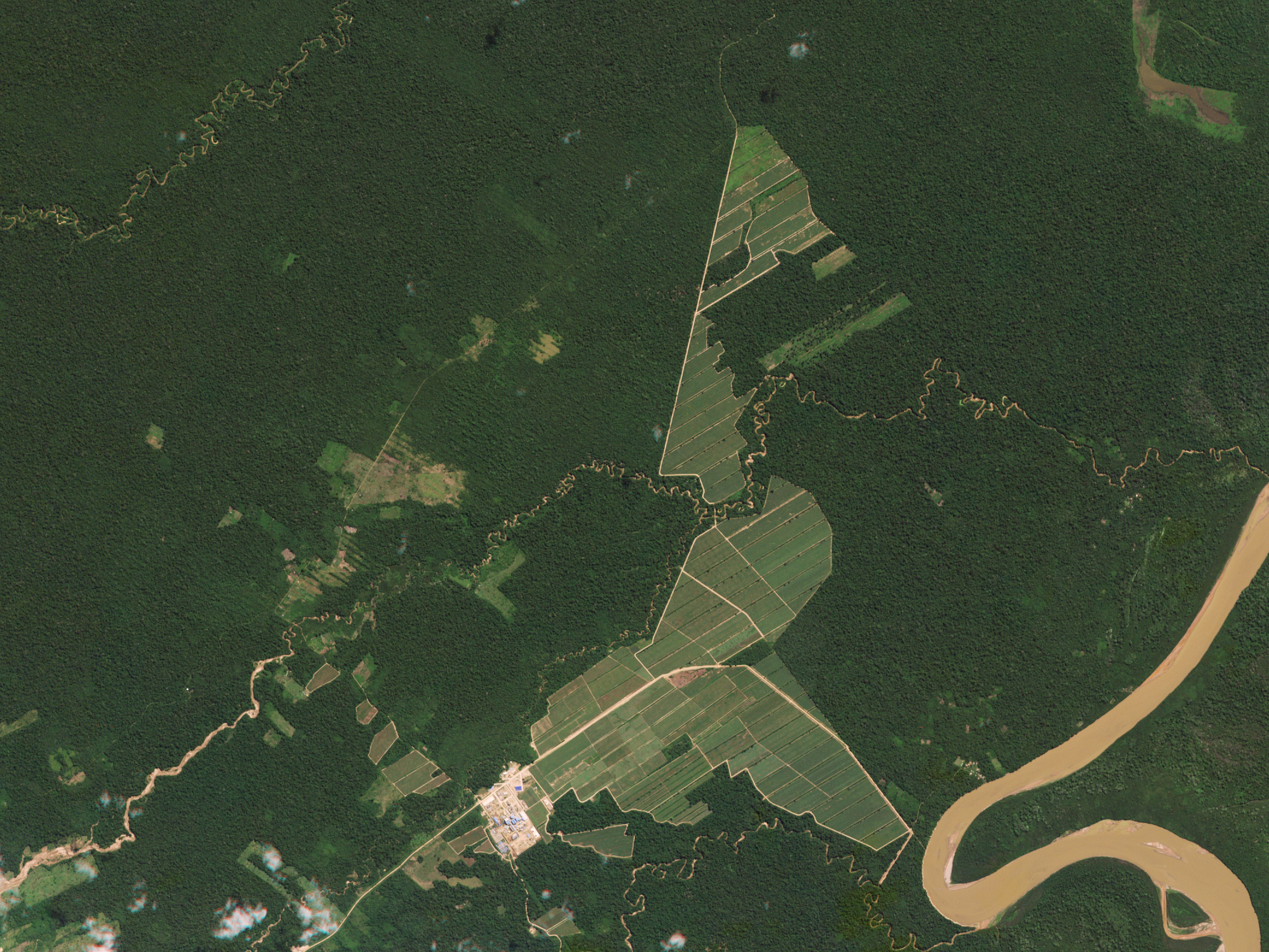
Satellitbild över avverkning i Bolivias regnskog, med ett typiskt fiskbenmönster längs med vägarna.

Sedan år 1970 har man bara i Brasilien förlorat över 700 000 km² regnskog i Amazonas, motsvarande 8 procent av landets yta. Hastigheten för avskogning varierar från land till land, huvudsakligen för att motiven för avverkning varierar. I Brasilien beror en stor del på avverkning för att skapa nya betesmarker till boskap, medan avverkning för små lokala odlingar kan dominera i andra. Mellan 1950-talet och 2006 beräknas 17,1 procent av Amazonas regnskog ha avverkats, och i Brasilien har avverkningstakten ökats under Jair Bolsonaros styre.
Avskogningen är speciellt tydlig i närheten av stora städer, vägar och floder. Men även avlägsna och isolerade platser har visat tecken på mänsklig påverkan, ofta beroende på förekomster av mahogny eller guld. Mycket av avverkningen är olaglig, men en stor del är också laglig. Enligt brasiliansk lag får man lagligen avverka upp till 20 procent av sin mark, bland annat för att de 20 miljoner människor som bor i Amazonas ska kunna försörja sig.
De främsta skadorna som avverkningen förorsakar är:
- Förlust av biodiversitet – Vid avskogningen förlorar många arter sitt habitat, vilket leder till att arter kan minska drastiskt och i värsta fall helt försvinna. Med den oerhörda artrikedom som finns i Amazonas och en hög grad av endemism förloras arter även vid mycket lokal avskogning. Senare studier har dock visat att stora delar av Amazonas tidigare varit helt öppna och brukats som åkermark.
- Utsläpp av koldioxid – När Amazonas avskogas binder träden och marken mindre koldioxid. I en studie från 2021 kunde en grupp klimatforskare visa att Amazonas mellan 2010 och 2019 släppte ut 20 procent mer koldioxid än vad regnskogen band fast.[19]
- Försämring av habitat – Med alla bosättningar som dyker upp längs med vägarna fragmenteras regnskogen, något som bland annat gör den mer känslig för torka och eldsvådor.
- Förlust av vattencykeln – Se tidigare avsnitt.

### Statistik över avskogningen i Brasilien
| Period    | Uppskattat kvarvarande skogstäcke i den brasilianska amazonskogen (km²) | Årlig avverkning av regnskog (km²) | Procent kvar av 1970 års skogstäcke* | Total skogsförlust sedan 1970 (km²) |
| --------- | ----------------------------------------------------------------------- | ---------------------------------- | ------------------------------------ | ----------------------------------- |
| Före 1970 | 4 100 000                                                               |                                    |                                      |                                     |
| 1970      | 4 001 600                                                               |                                    | 97,6%                                |                                     |
| 1977      | 3 955 870                                                               | 21 130                             | 96,5%                                | 144 130                             |
| 1978-1987 | 3 744 570                                                               | 21 130                             | 91,3%                                | 355 430                             |
| 1990      | 3 692 020                                                               | 13 730                             | 90,0%                                | 407 980                             |
| 1995      | 3 608 353                                                               | 29 059                             | 88,0%                                | 491 647                             |
| 2000      | 3 524 097                                                               | 18 226                             | 86,0%                                | 575 903                             |
| 2005      | 3 413 354                                                               | 18 793                             | 83,3%                                | 686 646                             |
| 2010      | 3 375 413                                                               | 7 000                              |                                      |                                     |
| 2015      | 3 330 689                                                               | 6 207                              | 81,2%                                | 769 311                             |
| 2016–2020 |                                                                         | 8 671                              |                                      |                                     |

Källa: 
- OBS att denna siffra inte räknar med återväxt. Då en stor del av avverkningarna sker för att få timmer eller för tillfälligt jordbruk, återgår skogen snabbt till ett tidigare skede. Dock planteras en del av områdena med andra trädslag. I dessa fall blir förlusten av biologisk mångfald på den avverkade ytan mer långvarig.

## Läs mer
- Amazonfloden
- Regnskog